# Llista d'asteroides/216201-216300
| Nom      | Designació provisional | Data de descobriment   | Lloc de descobriment | Descobridor/s           |
| -------- | ---------------------- | ---------------------- | -------------------- | ----------------------- |
| 216201 - | 2002 XZ98              | 17 d'octubre de 2006   | Mount Lemmon         | Mt. Lemmon Survey       |
| 216202 - | 2006 UJ13              | 17 d'octubre de 2006   | Mount Lemmon         | Mt. Lemmon Survey       |
| 216203 - | 2002 XR98              | 17 d'octubre de 2006   | Mount Lemmon         | Mt. Lemmon Survey       |
| 216204 - | 2006 UD20              | 16 d'octubre de 2006   | Kitt Peak            | Spacewatch              |
| 216205 - | 2006 UQ27              | 16 d'octubre de 2006   | Kitt Peak            | Spacewatch              |
| 216206 - | 2006 UZ44              | 16 d'octubre de 2006   | Kitt Peak            | Spacewatch              |
| 216207 - | 2006 UN45              | 16 d'octubre de 2006   | Kitt Peak            | Spacewatch              |
| 216208 - | 2006 UC58              | 18 d'octubre de 2006   | Kitt Peak            | Spacewatch              |
| 216209 - | 2006 UA61              | 19 d'octubre de 2006   | Catalina             | CSS                     |
| 216210 - | 2006 UO65              | 16 d'octubre de 2006   | Mount Lemmon         | Mt. Lemmon Survey       |
| 216211 - | 2006 UV68              | 16 d'octubre de 2006   | Catalina             | CSS                     |
| 216212 - | 2006 UC73              | 17 d'octubre de 2006   | Kitt Peak            | Spacewatch              |
| 216213 - | 2006 UT79              | 17 d'octubre de 2006   | Kitt Peak            | Spacewatch              |
| 216214 - | 2004 JR41              | 17 d'octubre de 2006   | Kitt Peak            | Spacewatch              |
| 216215 - | 2006 UG92              | 18 d'octubre de 2006   | Kitt Peak            | Spacewatch              |
| 216216 - | 2006 UR93              | 18 d'octubre de 2006   | Kitt Peak            | Spacewatch              |
| 216217 - | 2006 UD94              | 18 d'octubre de 2006   | Kitt Peak            | Spacewatch              |
| 216218 - | 2004 EP85              | 18 d'octubre de 2006   | Kitt Peak            | Spacewatch              |
| 216219 - | 1997 UV22              | 18 d'octubre de 2006   | Kitt Peak            | Spacewatch              |
| 216220 - | 2006 UD99              | 18 d'octubre de 2006   | Kitt Peak            | Spacewatch              |
| 216221 - | 2006 UZ103             | 18 d'octubre de 2006   | Kitt Peak            | Spacewatch              |
| 216222 - | 2006 UG108             | 18 d'octubre de 2006   | Kitt Peak            | Spacewatch              |
| 216223 - | 1995 NK1               | 19 d'octubre de 2006   | Mount Lemmon         | Mt. Lemmon Survey       |
| 216224 - | 2006 UR143             | 19 d'octubre de 2006   | Kitt Peak            | Spacewatch              |
| 216225 - | 2006 TM13              | 21 d'octubre de 2006   | Catalina             | CSS                     |
| 216226 - | 2000 KA50              | 21 d'octubre de 2006   | Mount Lemmon         | Mt. Lemmon Survey       |
| 216227 - | 2006 UQ162             | 21 d'octubre de 2006   | Mount Lemmon         | Mt. Lemmon Survey       |
| 216228 - | 2004 FX94              | 17 d'octubre de 2006   | Catalina             | CSS                     |
| 216229 - | 2000 HX96              | 23 d'octubre de 2006   | Kanab                | E. E. Sheridan          |
| 216230 - | 2006 UG216             | 29 d'octubre de 2006   | Kitami               | K. Endate               |
| 216231 - | 1999 AE31              | 19 d'octubre de 2006   | Kitt Peak            | Spacewatch              |
| 216232 - | 2000 FV52              | 20 d'octubre de 2006   | Kitt Peak            | Spacewatch              |
| 216233 - | 2006 UF241             | 23 d'octubre de 2006   | Mount Lemmon         | Mt. Lemmon Survey       |
| 216234 - | 2001 UM185             | 27 d'octubre de 2006   | Mount Lemmon         | Mt. Lemmon Survey       |
| 216235 - | 2006 UZ266             | 27 d'octubre de 2006   | Kitt Peak            | Spacewatch              |
| 216236 - | 2006 UV274             | 28 d'octubre de 2006   | Kitt Peak            | Spacewatch              |
| 216237 - | 2003 FW123             | 28 d'octubre de 2006   | Kitt Peak            | Spacewatch              |
| 216238 - | 2006 UB287             | 28 d'octubre de 2006   | Kitt Peak            | Spacewatch              |
| 216239 - | 2001 ST294             | 20 d'octubre de 2006   | Kitt Peak            | Spacewatch              |
| 216240 - | 2006 VS7               | 10 de novembre de 2006 | Kitt Peak            | Spacewatch              |
| 216241 - | 2006 VF14              | 14 de novembre de 2006 | Vallemare Borbona    | V. S. Casulli           |
| 216242 - | 2001 QZ270             | 15 de novembre de 2006 | Wrightwood           | J. W. Young             |
| 216243 - | 2003 JS10              | 13 de novembre de 2006 | Mount Lemmon         | Mt. Lemmon Survey       |
| 216244 - | 1976 JD10              | 11 de novembre de 2006 | Kitt Peak            | Spacewatch              |
| 216245 - | 2006 VX58              | 11 de novembre de 2006 | Kitt Peak            | Spacewatch              |
| 216246 - | 2006 VH86              | 14 de novembre de 2006 | Socorro              | LINEAR                  |
| 216247 - | 2006 VX89              | 14 de novembre de 2006 | Socorro              | LINEAR                  |
| 216248 - | 1993 RD12              | 14 de novembre de 2006 | Mount Lemmon         | Mt. Lemmon Survey       |
| 216249 - | 2006 VV99              | 11 de novembre de 2006 | Kitt Peak            | Spacewatch              |
| 216250 - | 2006 VY105             | 13 de novembre de 2006 | Kitt Peak            | Spacewatch              |
| 216251 - | 2006 VR106             | 13 de novembre de 2006 | Catalina             | CSS                     |
| 216252 - | 2006 VS111             | 13 de novembre de 2006 | Kitt Peak            | Spacewatch              |
| 216253 - | 2006 VW111             | 13 de novembre de 2006 | Kitt Peak            | Spacewatch              |
| 216254 - | 2001 YG109             | 15 de novembre de 2006 | Kitt Peak            | Spacewatch              |
| 216255 - | 2006 VJ146             | 15 de novembre de 2006 | Catalina             | CSS                     |
| 216256 - | 2006 VU147             | 15 de novembre de 2006 | Kitt Peak            | Spacewatch              |
| 216257 - | 2006 VR154             | 8 de novembre de 2006  | Palomar              | NEAT                    |
| 216258 - | 2006 WH1               | 18 de novembre de 2006 | La Sagra             | La Sagra                |
| 216259 - | 2006 WY9               | 16 de novembre de 2006 | Mount Lemmon         | Mt. Lemmon Survey       |
| 216260 - | 2006 WG13              | 16 de novembre de 2006 | Mount Lemmon         | Mt. Lemmon Survey       |
| 216261 - | 2006 WJ15              | 16 de novembre de 2006 | Lulin                | M.-T. Chang i Q.-z. Ye  |
| 216262 - | 2006 WR16              | 17 de novembre de 2006 | Kitt Peak            | Spacewatch              |
| 216263 - | 2006 WL43              | 16 de novembre de 2006 | Mount Lemmon         | Mt. Lemmon Survey       |
| 216264 - | 2006 WU44              | 16 de novembre de 2006 | Kitt Peak            | Spacewatch              |
| 216265 - | 1999 TT288             | 17 de novembre de 2006 | Socorro              | LINEAR                  |
| 216266 - | 2006 WL60              | 17 de novembre de 2006 | Kitt Peak            | Spacewatch              |
| 216267 - | 2006 WU72              | 18 de novembre de 2006 | Kitt Peak            | Spacewatch              |
| 216268 - | 1994 UY6               | 18 de novembre de 2006 | Kitt Peak            | Spacewatch              |
| 216269 - | 2006 WP81              | 18 de novembre de 2006 | Kitt Peak            | Spacewatch              |
| 216270 - | 2006 WQ99              | 19 de novembre de 2006 | Kitt Peak            | Spacewatch              |
| 216271 - | 2001 SB310             | 19 de novembre de 2006 | Socorro              | LINEAR                  |
| 216272 - | 2001 YL51              | 19 de novembre de 2006 | Kitt Peak            | Spacewatch              |
| 216273 - | 2006 WS127             | 16 de novembre de 2006 | Nyukasa              | Nyukasa                 |
| 216274 - | 2006 WV140             | 20 de novembre de 2006 | Kitt Peak            | Spacewatch              |
| 216275 - | 2005 NB49              | 23 de novembre de 2006 | Kitt Peak            | Spacewatch              |
| 216276 - | 2004 KP18              | 23 de novembre de 2006 | Kitt Peak            | Spacewatch              |
| 216277 - | 2006 WE180             | 24 de novembre de 2006 | Kitt Peak            | Spacewatch              |
| 216278 - | 2001 YT64              | 27 de novembre de 2006 | Catalina             | CSS                     |
| 216279 - | 2005 TL82              | 25 de novembre de 2006 | Kitt Peak            | Spacewatch              |
| 216280 - | 2006 XM11              | 10 de desembre de 2006 | Kitt Peak            | Spacewatch              |
| 216281 - | 2006 XD21              | 11 de desembre de 2006 | Kitt Peak            | Spacewatch              |
| 216282 - | 2006 XP23              | 12 de desembre de 2006 | Mount Lemmon         | Mt. Lemmon Survey       |
| 216283 - | 2006 XF26              | 12 de desembre de 2006 | Catalina             | CSS                     |
| 216284 - | 2006 XD36              | 11 de desembre de 2006 | Catalina             | CSS                     |
| 216285 - | 2006 XR53              | 15 de desembre de 2006 | Kitt Peak            | Spacewatch              |
| 216286 - | 2006 YF46              | 21 de desembre de 2006 | Catalina             | CSS                     |
| 216287 - | 2007 AE                | 7 de gener de 2007     | Eskridge             | Eskridge                |
| 216288 - | 2007 AG5               | 8 de gener de 2007     | Mount Lemmon         | Mt. Lemmon Survey       |
| 216289 - | 2007 BG5               | 17 de gener de 2007    | Palomar              | NEAT                    |
| 216290 - | 2007 EM132             | 9 de març de 2007      | Mount Lemmon         | Mt. Lemmon Survey       |
| 216291 - | 2006 CS48              | 12 de març de 2007     | Mount Lemmon         | Mt. Lemmon Survey       |
| 216292 - | 2007 EM195             | 15 de març de 2007     | Kitt Peak            | Spacewatch              |
| 216293 - | 2007 GP11              | 11 d'abril de 2007     | Kitt Peak            | Spacewatch              |
| 216294 - | 2007 KM4               | 24 de maig de 2007     | Tiki                 | S. F. Hoenig i N. Teamo |
| 216295 - | 2005 EV328             | 11 de juny de 2007     | La Sagra             | La Sagra                |
| 216296 - | 2007 LR22              | 13 de juny de 2007     | Kitt Peak            | Spacewatch              |
| 216297 - | 2003 SC238             | 16 de juny de 2007     | Kitt Peak            | Spacewatch              |
| 216298 - | 2007 RK37              | 8 de setembre de 2007  | Mount Lemmon         | Mt. Lemmon Survey       |
| 216299 - | 2007 RO86              | 10 de setembre de 2007 | Mount Lemmon         | Mt. Lemmon Survey       |
| 216300 - | 2001 RK148             | 12 de setembre de 2007 | Catalina             | CSS                     |